# Schweizerische Vereinigung für Flugwissenschaften
Die Schweizerische Vereinigung für Flugwissenschaften (kurz: SVfW, französisch Association suisse des sciences aéronautiques, englisch Swiss Association of Aeronautical Sciences) ist ein Verein mit Sitz in Zürich. Zielsetzungen sind die Förderung der Flugwissenschaften in der Schweiz, die Präsentation von Themen dieses Gebiets sowie die Pflege der Kontakte unter den Fachleuten. Hierzu veranstaltet er Vorträge zu Themen aus dem Gebiet der Flugwissenschaften und unterstützt Studenten. Die Vorträge werden in den Räumen der ETH Zürich oder bei der angesprochenen Industrie gehalten. Zweimal pro Jahr werden Institutionen im In- und Ausland besichtigt.
Der Verein wurde 1957 auf dem ICAS Congress in Zürich gegründet. Der Verein zählt rund 250 Mitglieder und ist die Vertretung der ICAS in der Schweiz.
Zudem ist die SVfW Mitglied der CEAS.